# 徐寿轩
徐寿轩（1897年—1985年3月18日），男，辽宁辽阳人，中国政治人物，曾任中国民主同盟中央委员会常务委员，吉林省人民委员会副省长，第二至五届全国人大代表、第二届全国政协委员。